# Ladislaus Batthyány-Strattmann

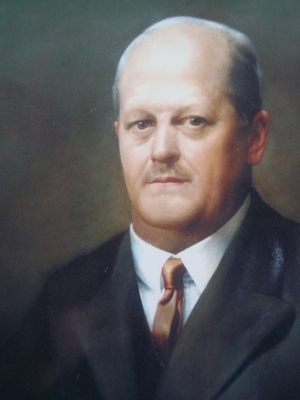
Ladislaus Fürst Batthyány-Strattmann

Ladislaus Batthyány-Strattmann (ungarisch Batthyány-Strattmann László; * 28. Oktober 1870 in Dunakiliti, Ungarn; † 22. Jänner 1931 in Wien), mit vollem Namen Ladislaus Anton Johann Ludwig Batthyany-Strattmann von Nemet-Ujvar, war ein Chirurg und Augenarzt aus der ungarischen Adelsfamilie Batthyány. Zusammen mit seiner Ehefrau Maria Theresia Coreth zu Coredo und Starkenberg, die als medizinische Assistentin mit ihm arbeitete, widmete er sich der Behandlung und Heilung kranker Bedürftiger. Er wird daher in weiten Teilen des Burgenlandes und Ungarns als Armenarzt verehrt und wurde 2003 seliggesprochen. Nach dem Aussterben der ursprünglichen fürstlichen Linie der Familie im Mannesstamm wurde er 1915 von Kaiser Franz Joseph I. zum 7. Fürst von Batthyány-Strattmann ernannt. Im Stammbaum seiner Familie wird er als Ladislaus IV. geführt.

## Herkunft und Familie
Ladislaus entstammte dem alten und weit verzweigten ungarischen Magnatengeschlecht Batthyány, das zu den bedeutendsten Adelsfamilien der Habsburgermonarchie gehörte. Er wurde als sechstes Kind seiner Eltern in Dunakiliti geboren. Sein Vater war Maria Josef Georg Franz Karl Batthyány und seine Mutter Ludowika (Luise) Franziska Agnes Karola Batthyány. Deren Großväter Josef Georg und Johann Nepomuk waren Brüder, die Eltern dadurch Cousin und Cousine zweiten Grades. Neben Ladislaus’ Mutter Luise stammten auch bereits seine Großmutter und Urgroßmutter mütterlicherseits selbst aus dem Haus Batthyány. 

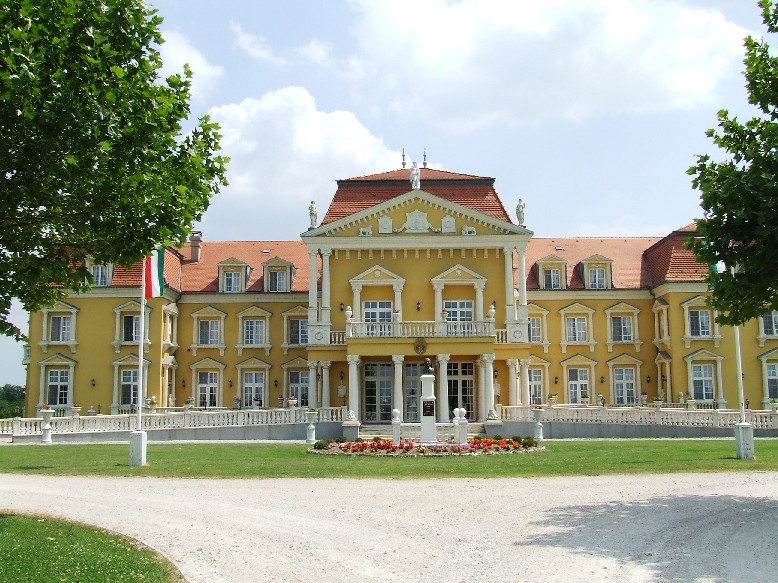
Schloss Batthyány in Dunakiliti

Die Familie gehörte zum jüngeren, gräflichen Zweig der Battyány, die von Paul – einem der beiden Söhne von Adam I. Batthyány – abstammte. Der ursprünglich fürstliche Zweig bestand aus den Nachfahren von Pauls Bruder Christoph. Da diese Hauptlinie ohne männliche Nachkommen blieb, gingen deren Titel nach dem Tod des sechsten Fürsten Edmund im Jahre 1915 auf Ladislaus über, und er wurde zum siebten Fürst von Batthyány-Strattmann.

## Leben und Wirken

### Jugend und Ausbildung
Ladislaus Batthyány-Strattmann verbrachte seine frühe Kindheit im Schloss Dunakiliti, das zusammen mit dem gleichnamigen Ort auf der Kleinen Schüttinsel im heutigen Dreiländereck Österreich-Slowakei-Ungarn südlich der Donau bei Bratislava liegt. Wegen der Überflutungsgefahr durch immer wieder auftretende Hochwasser der Donau übersiedelte die Familie 1876 aber in das ca. 20 km nordwestlich gelegene Alte Schloss Kittsee.
Die Jugend von Ladislaus war geprägt von Schicksalsschlägen. Der Vater verließ die Familie, die Mutter starb 1882 mit nur 38 Jahren. Aufgrund ihres Todes wollte der damals 12-jährige später Medizin studieren. Nach Beendigung seiner Mittelschulausbildung an den Jesuitengymnasien Kollegium Kalksburg (Österreich) und Kalocsa (Ungarn) studierte er aber vorerst Bodenkultur an der Universität Wien. Er folgte damit dem Wunsch seines Vaters, dessen Wille es war, dass Ladislaus das Familienvermögen mitsamt der Ländereien verwalten sollte. Zusätzlich studierte er Astronomie, Chemie, Physik, Philosophie, Literatur und Musik. Im Jahr 1896 begann er schließlich mit seinem Medizinstudium, das er 1900 mit einem Diplom abschloss. 

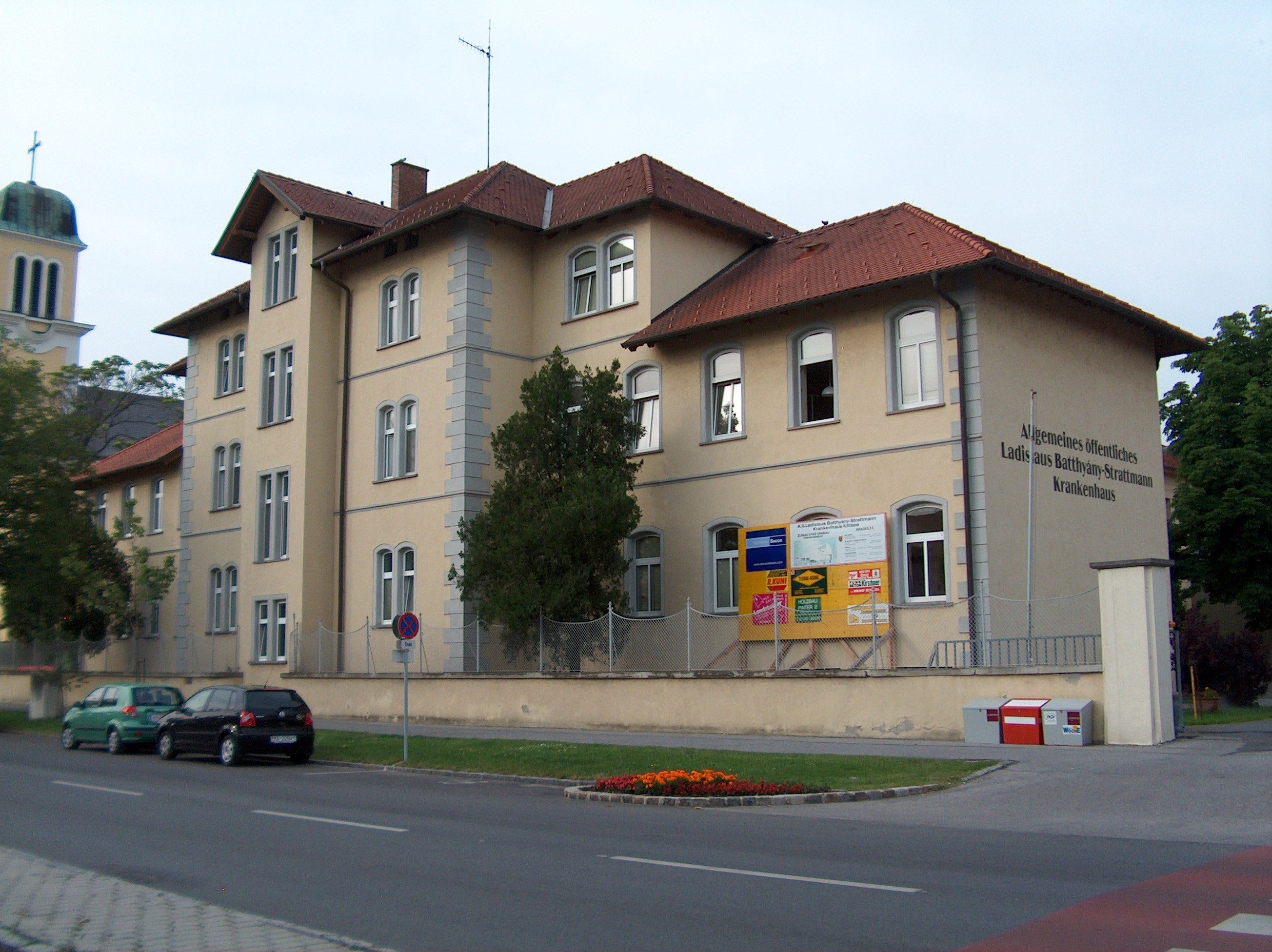
Das von Ladislaus gegründete Krankenhaus in Kittsee

### Ärztliche Tätigkeit
Noch während des Studiums heiratete er 1898 Maria Theresia Gräfin von Coreth zu Coredo und Starkenberg (1874–1951). Im selben Jahr gründete er in Kittsee ein Privatkrankenhaus. Während er dort als praktischer Arzt arbeitete, spezialisierte er sich nebenbei zum Chirurgen, und später zum Augenarzt. Er behandelte täglich 80 bis 100 Personen, viele davon unentgeltlich. Als Dank bat er seine Patienten ein Vaterunser für ihn zu beten. Neben der unentgeltlichen Behandlung übernahm er auch häufig die Medikamentenkosten seiner Patienten. Seine Rezepte konnten in der Apotheke gratis eingereicht werden und wurden monatlich von seinem Wirtschaftsamt abgerechnet. Die Ärmsten unterstützte er auch immer wieder mit Geld aus seinem Privatvermögen.
Nach dem Tod seines Cousins sechsten Grades, des Fürsten Edmund Batthyány-Strattmann, erbte er nach der Verleihung der Fürstenwürde durch Kaiser Franz Joseph Edmunds Titel und Vermögen samt Schloss Körmend, der Hauptresidenz der fürstlichen Linie der Batthyány. Nach dem Ersten Weltkrieg übersiedelte er mit seiner Familie nach Körmend und gründete dort in einem Flügel des Schlosses ein weiteres Krankenhaus, das auf Augenheilkunde spezialisiert war.

### Krankheit und Tod
Anfang September 1929 erkrankte Batthyány an Blasenkrebs. Er starb nach vierzehn Monaten Krankheit am 22. Jänner 1931 im Sanatorium Löw in Wien. Sein Leichnam wurde in der Familiengruft im Franziskanerkloster Güssing beigesetzt. 

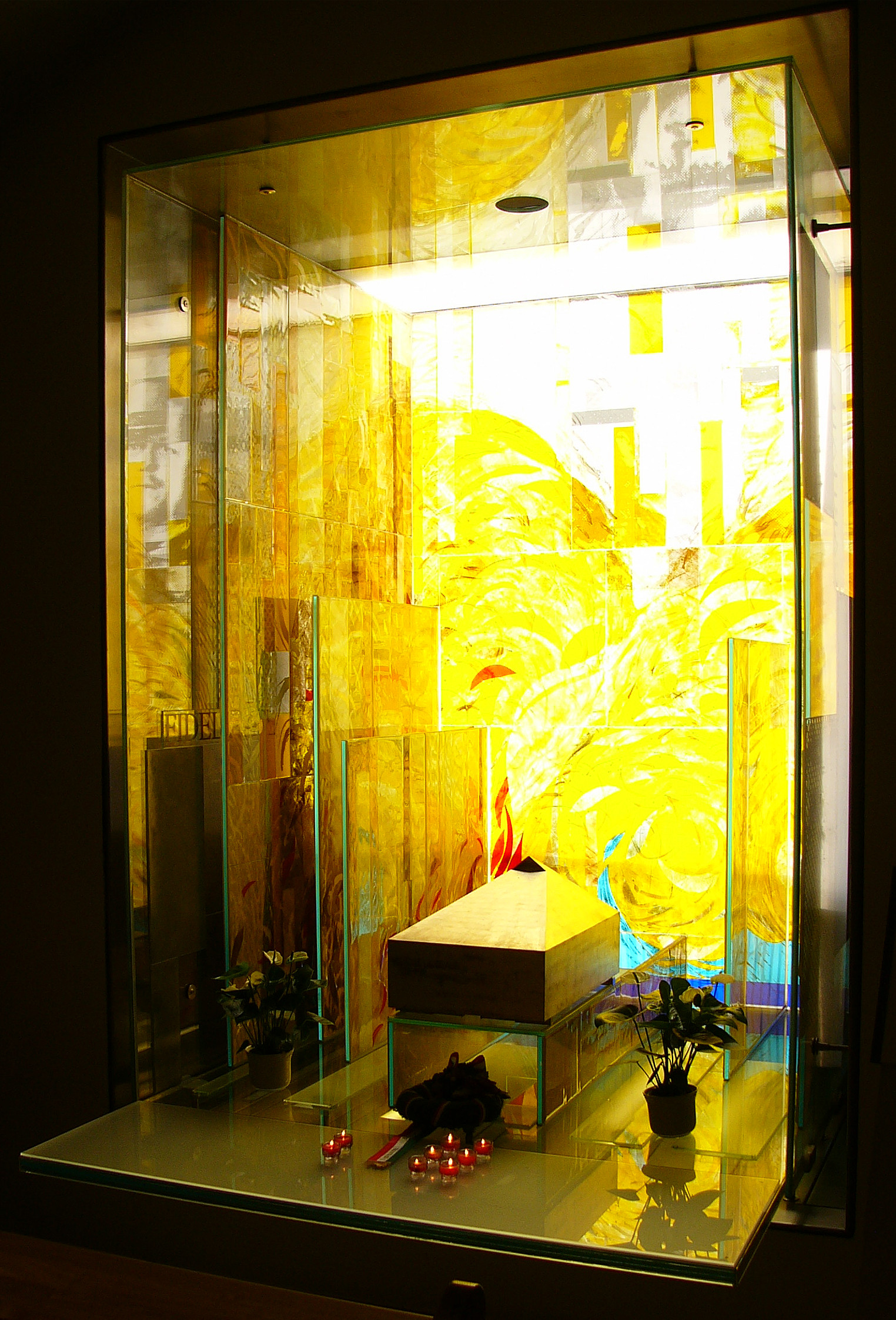
Reliquienschrein Ladislaus Batthyány-Strattmanns in der Basilika von Güssing

Sein Sarkophag ruhte dort ursprünglich in der Krypta der Klosterkirche, wurde im Rahmen des Seligsprechungsprozesses aber 1988 im Beisein des damaligen Diözesanbischofs Stephan László in die Kirche übertragen. Nach seiner Seligsprechung im Jahr 2003 wurde an der Südwestfront der Kirche eine Kapelle mit einem Reliquienschrein eingerichtet, in den die Gebeine von Ladislaus Batthyány-Strattmann umgebettet wurden.

## Seligsprechung
Ladislaus Batthyány besuchte täglich mit seiner Familie die Heilige Messe. Er stellte seinen Kindern jeden Tag eine bestimmte Aufgabe als gutes Werk, das sie zu erbringen hatten. Mit seinen Patienten betete er zusammen vor Operationen, übergab ihnen bei deren Entlassung Gebetsbildchen und oft auch ein Heft mit religiösem Inhalt mit dem Titel „Öffne die Augen und sieh!“. Er sah sich als Werkzeug Gottes, den Heilungsprozess als dessen Geschenk. Patienten mit Augenleiden behandelte er häufig auch mit dem Wasser der Ulrichsquelle Heiligenbrunn, einem ca. 15 km nordwestlich von Körmend gelegenen Quellheiligtum im ehemaligen Herrschaftsbereich der Familie.
Schon zu seinen Lebzeiten wurde Ladislaus von vielen seiner Patienten verehrt. Der erste Apostolische Nuntio von Ungarn, Lorenzo Schioppa, schrieb etwa an den Papst „Die Leute halten den Fürsten für einen Heiligen. Ich kann Eurer Heiligkeit versichern, dass er es ist.“. Da er nach seinem Tod von Erkrankten auch als Fürsprecher im Gebet angerufen wurde, wurde 1944 vom damaligen Bischof der Diözese Szombathely und Kardinal Innitzer, dem Erzbischof von Wien, das Seligsprechungsverfahren eingeleitet. Der Prozess geriet aber in Vergessenheit und wurde erst 1982 vom Bischof von Eisenstadt, Stephan László, wieder aufgenommen.
1988 wurde der Leichnam von Ladislaus Batthyány durch den Gerichtsmediziner Christian Reiter im Rahmen einer Recognoszierung untersucht. Die rechte Hand und das Herz von Ladislaus waren im Gegensatz zu den anderen Weichteilen sehr gut erhalten, woraus sich eine theologisch-naturwissenschaftliche Diskussion zwischen Reiter und dem damaligen Diözesanbischof Stefan Laszlo ergab.
Eine sich nach erfolgter Anrufung des Batthyány 1989 zugetragene Heilung eines als unheilbar geltenden Krebspatienten wurde 2001 von der vatikanischen Ärzte- und Theologenkommission als authentisch anerkannt. Am 23. März 2003 wurde Ladislaus Batthyány-Strattmann von Papst Johannes Paul II. seliggesprochen.
2008 wurde die Dr. Ladislaus Batthyány-Strattmann – Gebetsgemeinschaft zur Heiligsprechung des Arztes der Armen von Kardinal Christoph Schönborn kirchlich approbiert. Im März 2023 wurde von der Diözese Eisenstadt auch der Seligsprechungsprozess für Maria Theresia Batthyány-Strattmann, die Ehefrau von Ladislaus, eröffnet.

## Ehe und Nachkommen

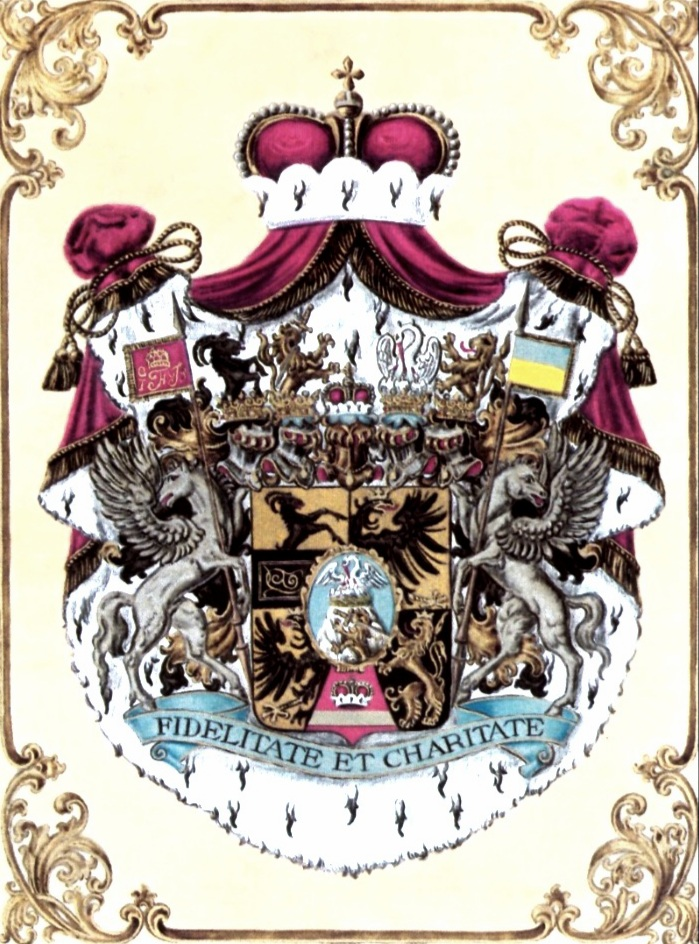
Wappen der Familie Batthyány-Strattmann

Ladislaus Batthyány heiratete am 10. November 1898 in der Wiener Votivkirche Maria Theresia von Coreth zu Coredo und Starkenberg, Tochter von Karl Theodor Coreth zu Coredo und Anna Pankratyeva. Das Paar, das sich emotional sehr zugetan war, hatte insgesamt 13 Kinder:
- Edmund (1900–1921)
- Ladislaus Johann Josef Karl Maria (1904–1966), 8. Fürst Batthyány-Strattmann
- Karl (*/† 1905)
- Maria (1907–1909)
- Anna Maria Josefa Elisabeth (1909–1992)
- Johann Maria Josef Ladislaus (1910–1985), Ehemann von Margit von Batthyány (geborene Thyssen-Bornemisza)
- Maria Blanka Josefa Johanna Franziska (1911–1998)
- Josef Max Maria Michael (1912–1994)
- Margarethe Antonia Maria Josefa (1914–1959)
- Franziska Agnes Maria Josefa Theresia (1915–?)
- Franz Friedrich (1915–1998)
- Karl Ignaz (1918–1971)
- Maria Theresia

Aus einer vorehelichen Beziehung mit einer anderen Frau hatte Batthyány-Strattmann eine weitere Tochter. 

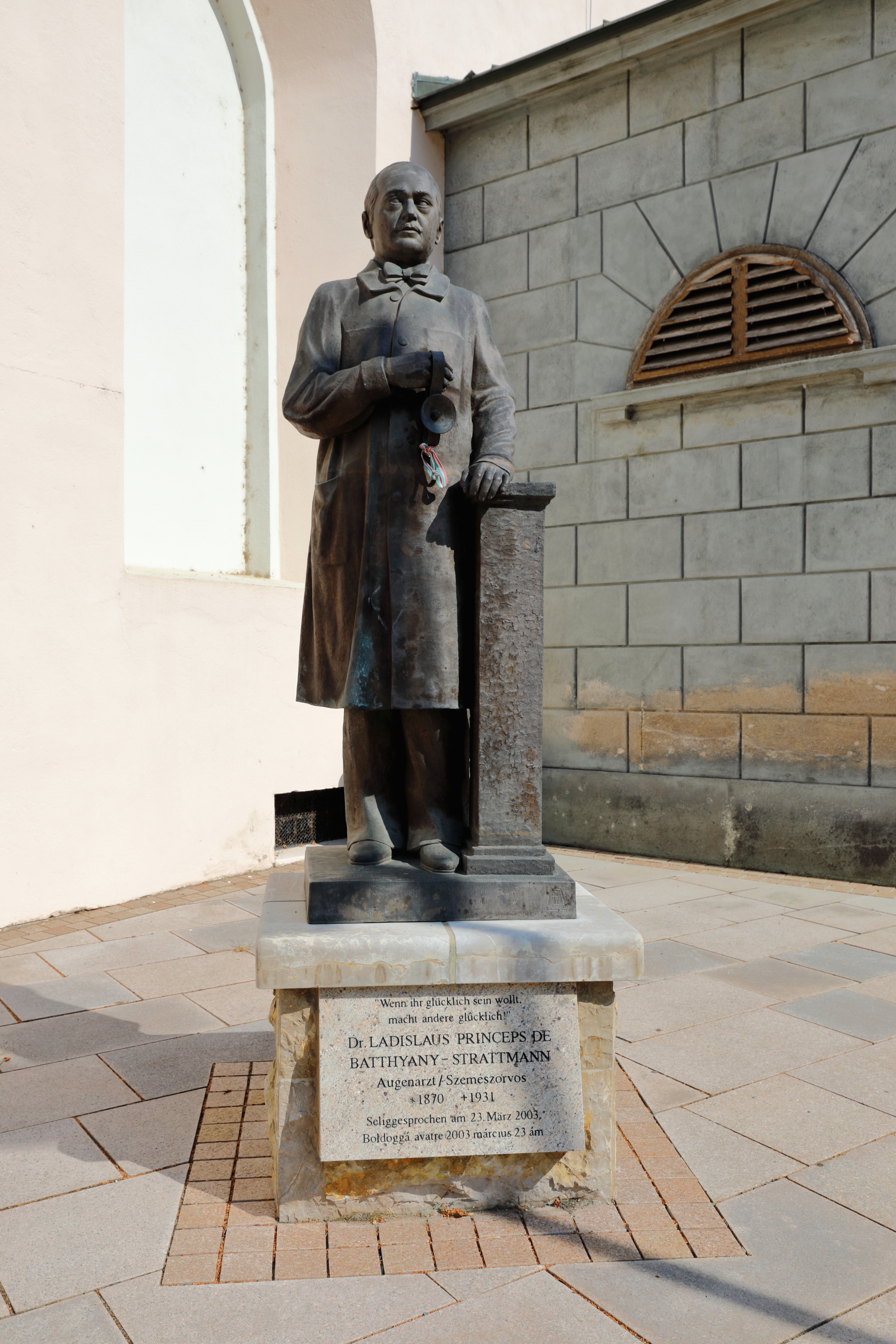
Denkmal vor der Basilika Güssing. Im Hintergrund der Zugang zur Batthyány-Familiengruft

## Auszeichnungen
- Orden vom Goldenen Sporn (1915)
- Orden vom Goldenen Vlies (1916)

## Würdigung
- Seit 1999 wird in Ungarn der Batthyany-Strattmann-Laszlo-Preis verliehen.
- 2008 wurde vor der Klosterkirche Güssing ein Denkmal für Ladislaus Batthyány errichtet.